# Audi Avantissimo
Audi Avantissimo – prototyp pięciodrzwiowego kombi Audi. Został zaprezentowany na targach motoryzacyjnych we Frankfurcie w 2001 roku. Model miał łączyć luksusowe wyposażenie i ciekawą sylwetkę ze sportowymi osiągami. Pojedyncze elementy stylistyki zostały wykorzystane w Audi A8 (generacja D3). 
Silnik 4.2 V8 był wspomagany przez dwie turbosprężarki w układzie TwinTurbo. Osiągał moc 430 KM i moment obrotowy na poziomie 600 Nm. Avantissimo posiadał automatyczną, sześciobiegową skrzynię biegów, która przekazywała moc do stałego napędu na cztery koła quattro.

## Dane techniczne

### Silnik
- V8 4,2 l (4172 cm³), 4 zawory na cylinder, DOHC, twin turbo
- Układ zasilania: wtrysk
- Średnica cylindra × skok tłoka: 84,50 mm × 93,00 mm
- Stopień sprężania: b/d
- Moc maksymalna: 430 KM (316 kW)
- Maksymalny moment obrotowy: 600 N•m

### Osiągi
- Przyspieszenie 0-100 km/h: b/d
- Prędkość maksymalna: b/d